# دون بوب
دون بوب (بالإنجليزية: Don Pope)‏ هو موسيقي أمريكي، ولد في 21 أبريل 1998 في الولايات المتحدة.